# Sales de Llierca
Sales de Llierca (anteriormente Salas de Llierca) es un municipio y localidad española de la provincia de Gerona, en la comunidad autónoma de Cataluña. El término municipal, ubicado en la comarca de La Garrocha, tiene una población de 158 habitantes (INE 2024).

## Geografía
Integrado en la comarca de La Garrocha, se sitúa a 43 kilómetros de Gerona. El término municipal está atravesado por la autovía Pirenaica (A-26) y por la carretera nacional N-260, en el pK 67, además de por una carretera local que conecta con Tortellá.
El relieve del municipio está definido por una zona montañosa muy abrupta de la Alta Garrocha, en el sector septentrional, con picos por encima de los 1100 metros, y por una zona más llana al sur, ya en el valle del Fluviá. Por el oeste desciende el río Llierca mientras que por le este desciende la riera de Borró. La altitud oscila entre los 1187 metros al norte (pico Faig Gros), en Cingles de Gitarriu, y los 170 metros en el extremo meridional. El pueblo se alza a 261 metros sobre el nivel del mar.  
| Noroeste: Montagut i Oix         | Norte: Montagut i Oix y Albañá | Nordeste: Albañá     |
| Oeste: Montagut i Oix y Tortellá |                                | Este: Albañá y Beuda |
| Suroeste: Argelaguer             | Sur: Argelaguer                | Sureste: San Ferreol |

El término municipal de Sales de Llierca limita al norte con Montagut y Oix y Albañá, al este también con Albañá, Beuda y San Ferreol, al sur con Argelaguer y Tortellá al oeste también con Tortellá. La carretera local GIV-5236 relaciona el municipio con la A-26, en Argelaguer.
Entidades de población
Sales de Llierca está formado por cuatro núcleos o entidades de población. 
| Entidad de la población | Habitantes (2012) |
| ----------------------- | ----------------- |
| El Guitarriu            | 5                 |
| Sadernes-Sant Grau      | 23                |
| Sales de Llierca        | 114               |
| Sant Miquel de Monteia  | 2                 |

## Historia
Hasta la reforma de la nomenclatura municipal de 1916 el municipio se llamaba simplemente Salas. En dicha fecha su nombre fue modificado por el de Salas de Llierca.

## Demografía
Sales de Llierca cuenta con una población de 158 habitantes (INE 2024).
| Gráfica de evolución demográfica de Sales de Llierca entre 1842 y 2021                                              |
| |
| Población de derecho según los censos de población del INE Población de hecho según los censos de población del INE |

## Economía
La economía del municipio se basa en la agricultura de secano, como cereales o patatas y en la ganadería bovina y ganadería porcina.

## Administración
| Periodo   | Nombre                   | Partido        |
| --------- | ------------------------ | -------------- |
| 1979-1983 | Jaume Vilanova Font      | Independientes |
| 1983-1987 | Jaume Vilanova Font      | Independientes |
| 1987-1991 | Menna Claramunt Llibre   | EPP            |
| 1991-1995 | Menna Claramunt Llibre   | PSC            |
| 1995-1999 | Miquel Palomeras Anglada | PSC            |
| 1999-2003 | Miquel Palomeras Anglada | PSC            |
| 2003-2007 | Miquel Palomeras Anglada | PSC            |
| 2007-2011 | Miquel Palomeras Anglada | PSC            |
| 2011-2015 | Miquel Palomeras Anglada | PSC            |
| 2015-2019 | Miquel Palomeras Anglada | PSC            |